# شبران شرقی
شبران شرقی یا شبگرد شرقی (نام علمی: Antrostomus vociferus) نام یک گونه از تیره شبگردان است.